# Sjeverni otok
 Ovo je glavno značenje pojma Sjeverni otok. Za druga značenja pogledajte Sjeverni otok (razdvojba).
Sjeverni otok (eng. North Island, maorski Te Ika O Maui) - jedan od dva glavna otoka koja čine Novi Zeland (drugi je Južni otok). Više značajnih gradova nalaze se na Sjevernom otoku među kojima su i najveći grad Novog Zelanda - Auckland, kao i Wellington, njegov glavni grad.
Na otoku živi 2 820 000 stanovnika (2005.), što čini 76% populacije Novog Zelanda. Ima površinu od 113 729 kvadratnih kilometra, što ga čini četrnaestim otokom po veličini na svijetu. Na nekim kartama iz 19. stoljeća, otok nosi ime Novi Minster. Sjeverni otok dijeli se u devet okruga: Northland, Auckland, Bay of Plenty, Gisborne, Waikato, Taranaki, Manavatu-Wanganui, Hawkes Bay i Wellington. Na otoku ima dvanaest gradova: Auckland, New Plymouth, Tauranga, Gisborne, Napier, Hamilton, Hastings, Palmerston North, Rotorua, Wanganui, Whangarei i Wellington.
Na Sjevernom otoku nalazi se i najveće jezero Novog Zelanda Taupo. 

## Galerija
- Auckland
- Wellington
- Wanganui
- Mount Maunganui